# Székács Vera
Székács Vera (született Mihalik Veronika, asszonynevén Réz Ádámné, Budapest, 1937. szeptember 9. – 2018. május 25.) József Attila-díjas (1998) magyar műfordító, szerkesztő. Az Írószövetség műfordítói szakosztályának volt titkára.

## Családja
A nemesi származású hernádszurdoki Mihalik család sarja. Szülei hernádszurdoki Mihalik Zoltán (1895–1968) és Nagy Irén. Apai nagyapja hernádszurdoki Mihalik József (1860–1925) minisztériumi és királyi tanácsos, apai nagyanyja Edelény Olga. Apai nagyapai dédapja, hernádszurdoki Mihalik Adolf (1829–1903) az 1848–49-es forradalom és szabadságharc katonája volt. Első férje Székács János (1934–1981) Liszt-díjas brácsaművész, zenetanár. Második férje Réz Ádám (1926–1978) műfordító, író volt.

## Életpályája
Egyetemi tanulmányait az Eötvös Loránd Tudományegyetem BTK olasz–spanyol szakán végezte el. 1962–1968 között a Kulturális Kapcsolatok Intézetének olasz, majd latin-amerikai referense volt. 1968–1993 között a Magvető Könyvkiadó irodalmi szerkesztője volt.

## Művei
- F. Jamís: Kődobás (versek), válogatta, szerkesztette, 1968
- C. Vallejo: Több napon át a szél (versek), válogatta, szerkesztette, 1971
- Carmen, Švejk és az égi kártyaparti. Réz Ádám emlékezete; összeáll. Székács Vera, Réz Pál; Európa, Bp., 2007
- Huszadik századi latin-amerikai novellák. Latin-amerikai dekameron; vál., szerk., életrajzok Székács Vera; Noran, Bp., 2008 (Modern dekameron)
- Primo Levi: Angyali pillangó. Válogatott novellák; vál., szerk., utószó Székács Vera; Luna Könyvek–Noran 2004, Bp., 2009

## Műfordításai
- Pablo de la Fuente: Kegyetlen idők, 1965
- Gabriel García Márquez: Száz év magány (regény), 1971
- Juan Carlos Onetti: A hajógyár, 1977
- Lisandro Otero: Babilon, eljött a te ítéleted, 1978
- Gabriel García Márquez: Egy előre bejelentett gyilkosság krónikája, 1982
- José Ortega y Gasset: Goya, 1983
- José Donoso: Határtalan vidék, 1986
- Gabriel García Márquez: Szerelem a kolera idején, 1990
- Carlo Goldoni: Az új lakás (színdarab, tv-film), 1994
- Gabriel García Márquez: Egy emberrablás története (regény), 1997.
- Gabriel García Márquez: A szerelemről és más démonokról (regény), 2000
- Laura Restrepo: Mennyből az angyal; ford. Székács Vera; Ulpius-ház, Bp., 2000 (Fekete tulipán könyvek)
- Gabriel García Márquez: Bánatos kurváim emlékezete (regény), 2005
- Rosso José Serrano Cadena: Sakk-matt. Hogyan adott mattot a rendőrség a Sakkjátékosnak és a drogkartelleknek; ford. Székács Vera; Ulpius-ház, Bp., 2006
- Primo Levi: A szénatom utazása; ford. Székács Vera; Noran 2004, Bp., 2009
- Jorge Bergoglio–Abraham Skorka: Az égről és a földről; ford. Székács Vera; Holnap, Bp., 2014

## Díjai, kitüntetései
- Forintos Díj (1983)
- Az Év Könyve-jutalom (1990)
- Pro Literatura díj (MAOE) (1995)
- A Magyar Köztársasági Érdemrend kiskeresztje (1997)
- József Attila-díj (1998)
- A Magyar Érdemrend tisztikeresztje (2012)